# Maksymilian Rutkowski

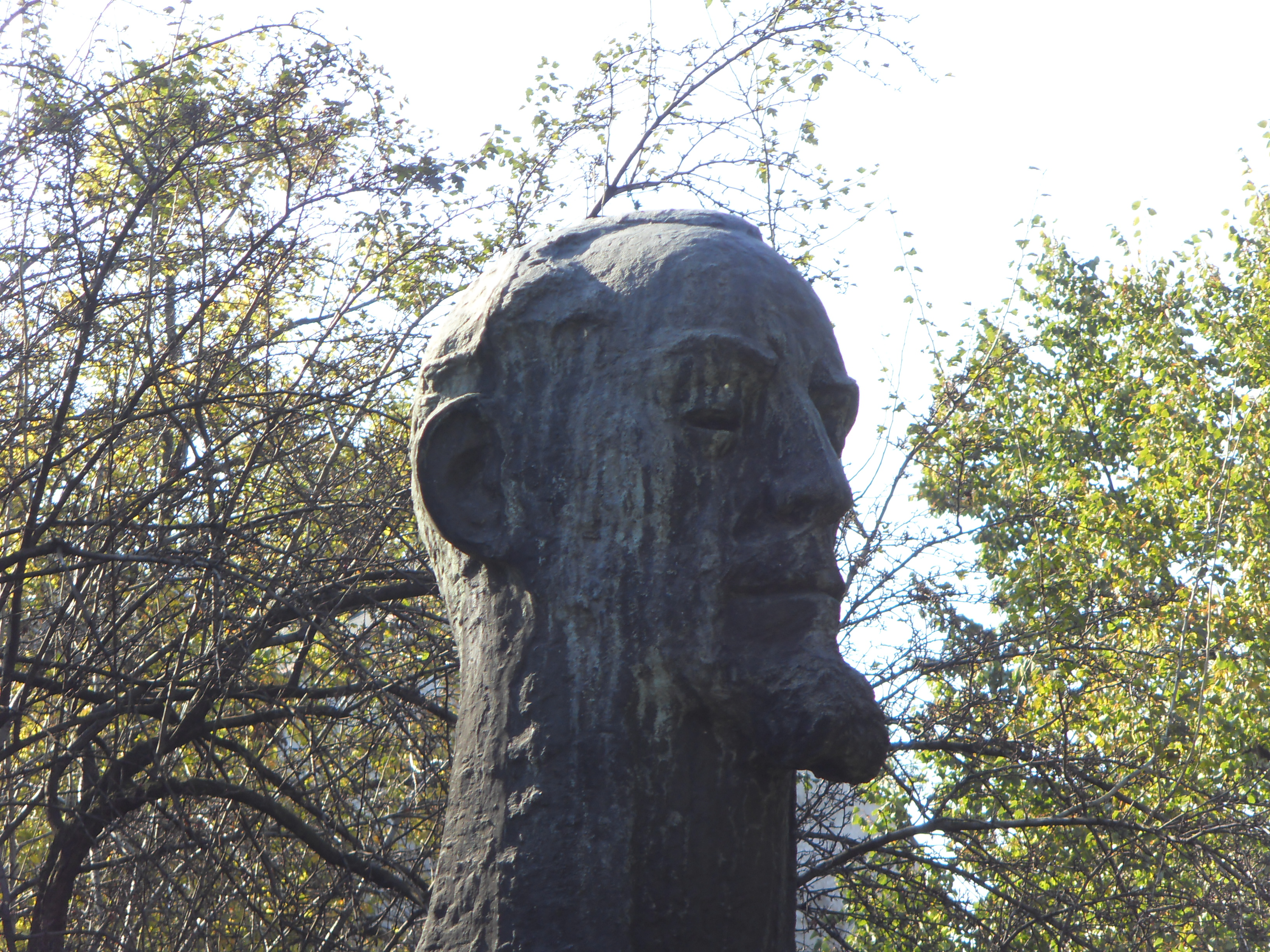
Pomnik Maksymiliana Rutkowskiego w Bielsku-Białej

Maksymilian Kazimierz Rutkowski (ur. 26 sierpnia 1867 w Wielkiej Wsi, zm. 15 listopada 1947 w Krakowie) – polski lekarz i wojskowy, profesor doktor medycyny, generał brygady Wojska Polskiego.

## Życiorys
Maksymilian Kazimierz Rutkowski urodził się 26 sierpnia 1867 w Wielkiej Wsi k. Olkusza, w rodzinie Maksymiliana, dzierżawcy dóbr w Wielkiej Wsi, i Kazimiery z Leńczowskich. W 1886 ukończył krakowskie gimnazjum św. Anny i rozpoczął studia medyczne na Uniwersytecie Jagiellońskim, jego autorytetem był prof. Alfred Obaliński, chirurg-urolog. W 1892 uzyskał stopień doktora. W 1894 został sekundariuszem na Oddziale Chirurgicznym krakowskiego Szpitala św. Łazarza i był nim do 1897, gdy został asystentem w Katedrze i Klinice Chirurgicznej, a dwa lata później docentem. Od 1905 przez trzy lata był prymariuszem na Oddziale Chirurgii Dziecięcej Szpitala św. Ludwika.
W 1906 był prezesem Towarzystwa Lekarskiego Krakowskiego. W latach 1908–1920 pracował w krakowskim Szpitalu Św. Łazarza, gdzie pełnił funkcję prymariusza. W 1910 został profesorem nadzwyczajnym, a w 1920 roku otrzymał tytuł profesora zwyczajnego. W 1921 stanął na czele Katedry i Kliniki Chirurgicznej Uniwersytetu Jagiellońskiego, zajmował to stanowisko do 1937. W 1925 utworzył przy Klinice Chirurgicznej Uniwersytetu Jagiellońskiego nowoczesny pawilon chirurgiczny, pięć lat później Poradnię Chorób Ortopedycznych dla Młodzieży Szkolnej, na początku lat 30. nowoczesny oddział urologiczny przy ul. Grzegórzeckiej, a także pierwszy w Polsce Oddział Neurochirurgiczny.
W roku akademickim 1931/1932 pełnił funkcję dziekana Wydziału Lekarskiego uniwersytetu. Równocześnie od 1927 do wybuchu II wojny światowej był redaktorem naczelnym periodyku „Chirurgia kliniczna”. Razem z prof. Juraszem zaangażował się w stworzenie anglojęzycznej wersji wspomnianego czasopisma, które miało prezentować tłumaczenia najciekawszych artykułów medycznych wydanych oryginalnie w języku polskim. Jednak z przyczyn finansowych ukazały się tylko dwa numery „Chirurgia Clinica Polonica”.
W 1932 został członkiem czynnym Polskiej Akademii Umiejętności. W latach 1933–1935 był prezesem Towarzystwa Chirurgów Polskich.

## Zasługi w czasie działań wojennych
W czasie I wojny światowej zorganizował czołówkę chirurgiczną tzw. Grupę Rutkowskiego, która działała w szpitalach polowych Legionów Polskich na Podolu, Wołyniu i Królestwie.
3 lutego 1920 Naczelny Wódz, Józef Piłsudski dekretem L. 1863 przyjął go do Rezerwy Armii z jednoczesnym mianowaniem generałem podporucznikiem lekarzem i powołaniem do „czynnej służby na czas zapotrzebowania wojennego w charakterze konsultanta chirurgicznego”. Szczegółowy przebieg służby nie jest znany. Prawdopodobnie wiosną 1921 zwolniony został z czynnej służby. Zweryfikowany w stopniu generała brygady ze starszeństwem z 1 czerwca 1919 roku w korpusie generałów. 21 kwietnia 1932 roku został zwolniony od powszechnego obowiązku wojskowego z uwagi na przekroczenie wieku 60 lat, przewidzianego dla oficera pospolitego ruszenia. Po wybuchu II wojny światowej powrócił na dwa miesiące do pracy w Szpitalu św. Łazarza, od 1940 do 1941 kierował krakowską sekcją PCK równocześnie angażując się w działalność Rady Głównej Opiekuńczej. Jesienią 1944 zorganizował komitet pomocy lekarzom warszawskim. Po wojnie pracował także w Ubezpieczalni Społecznej.

## Praca naukowa i działalność chirurgiczna[2]
Główne zainteresowania profesora to urologia, chirurgia jamy brzusznej i torakochirurgia:
- w 1899 opracował metodę operacji wytwórczej pęcherza moczowego za pomocą fragmentu jelita krętego biodrowego
- w 1913 przeprowadził i opisał oryginalną operację polegającą na uzupełnieniu ubytku cewki moczowej przeszczepem wyrostka robaczkowego
- w 1913 jako pierwszy w Polsce usunął w całości pęcherz moczowy z powodu nowotworu złośliwego
- w 1923 opracował i przeprowadził operację plastyki przełyku w pooparzeniowym zwężeniu tego narządu (utworzył sztuczny przełyk przez uformowanie od strony odźwiernika z krzywizny większej żołądka uszypułowanej „rury”, którą przeprowadził pod skórą klatki piersiowej)
- w 1930 w zakresie torakochirurgii opisał i wykonał operacyjną metodę leczenia gruźlicy płuc za pomocą trzyetapowej torakoplastyki.

## Życie prywatne
Maksymilian Rutkowski był żonaty z Adą Marią z Sarnów primo voto Markową (od 1934 roku). Dzieci nie miał. W latach 1930–1932 zamieszkał początkowo sam, później z żoną w dworku w Bronowicach Wielkich na ul. Radzikowskiego 176. Dworek zaprojektował w 1926 roku przyjaciel profesora, architekt, profesor Akademii Sztuk Pięknych w Krakowie Józef Gałęzowski.
Zmarł 15 listopada 1947 roku w Krakowie. Pochowany 18 listopada 1947 na cmentarzu Rakowickim w Krakowie (kwatera AC-na ścieżce-od zachodu).

## Upamiętnienie
- Jest patronem ulicy w Krakowie w X dzielnicy Swoszowice (Opatkowice)[4]
- W Bielsku-Białej znajduje się pomnik lekarza

## Ordery i odznaczenia
- Krzyż Komandorski Orderu Odrodzenia Polski (2 maja 1923)[13][14]
- Złoty Krzyż Zasługi (11 listopada 1936)[15]